# Rhinocypha stygia
Rhinocypha stygia là loài chuồn chuồn trong họ Chlorocyphidae. Loài này được Förster mô tả khoa học đầu tiên năm 1897.